# Liechtensteiner Namenbuch
Das Liechtensteiner Namenbuch ist ein abgeschlossenes Forschungsprojekt, das vom Historischen Verein für das Fürstentum Liechtenstein getragen und vom Land Liechtenstein finanziert wurde. Seit seiner Gründung im Jahr 1981 wurde es von Hans Stricker, dem emeritierten Extraordinarius für Vergleichende Romanische Sprachwissenschaft an der Universität Zürich, geleitet. Als Mitarbeiter waren Anton Banzer und Herbert Hilbe an dem Projekt beteiligt.

## Inhalt
Das Werk hatte zum Ziel, sämtliche auf dem Boden der elf Liechtensteiner Gemeinden Balzers, Triesen, Triesenberg, Vaduz, Schaan, Planken, Eschen, Mauren, Gamprin, Schellenberg und Ruggell in Gegenwart und Vergangenheit erfassbaren Eigennamen (Orts-, Flur-, Gelände- und Gewässernamen sowie alle Personennamen) zu erfassen, sie darzustellen und sprachlich zu deuten.
Zwischen 1986 und 1991 erschienen für alle Gemeinden Flurnamenkarten samt informierendem Begleitheft, die das aktuelle Namengut festhalten und situieren. Die Karten sind bei der jeweiligen Gemeindeverwaltung erhältlich.
Im Jahr 1999 veröffentlichte der Verlag des Historischen Vereins für das Fürstentum Liechtenstein das sechsbändige Deutungswerk zum Werkteil I (Ortsnamen). Darin werden auf 3500 Druckseiten die rund 9200 Geländenamen des Fürstentums, von denen 3800 heute ausgestorben sind, sprachlich gedeutet.
Seit 2003 waren dieselben Projektmitarbeiter an der Bearbeitung der Personennamen des Landes beteiligt (rund 700 Vornamen, 2900 Familiennamen, 6100 Ruf- und Übernamen sowie 1400 Sippschaftsnamen). Dieser abschliessende Werkteil II (Personennamen) erschien Mitte Dezember 2008 als Druckwerk. Er umfasst insgesamt 6 Bände mit rund 3000 Druckseiten; die Bände 5 und 6 (rund 1100 Seiten) mit den Ruf- und Sippschaftsnamen sowie einer Strukturanalyse von knapp 100 Seiten wurden jedoch aufgrund persönlichkeitsschutzrechtlicher Bedenken nicht publiziert.

## Werkstruktur
I. Ortsnamen (ISBN 3-906393-25-9)
A. Flurnamenkarten in 11 Gemeindekarten mit je einem Begleitheft
B. Namendeutungen in 6 Bänden

1. Band: Balzers, Triesen (Digitalisat)
2. Band: Triesenberg, Vaduz, Schaan (Digitalisat)
3. Band: Planken, Eschen, Mauren (Digitalisat)
4. Band: Gamprin, Schellenberg, Ruggel (Digitalisat)
5. Band: Lexikon der in den Namen enthaltenen Wörter (Digitalisat)
6. Band: Einführung, Quellen, Register (Digitalisat)

II. Personennamen (ISBN 978-3-906393-44-5)
A. Vornamen
B. Familiennamen
C. Ruf- und Übernamen
D. Sippschaftsnamen

## Arbeitsstand
Der Werkteil I Ortsnamen ist abgeschlossen; die Flurnamenkarten erschienen zwischen 1986 und 1992, die wissenschaftliche Darstellung des gesamten Namenmaterials ist 1999 in sechs Bänden publiziert worden.
Der Werkteil II Personennamen ist seit Dezember 2008 ebenfalls abgeschlossen. Publiziert sind vier Bände:
- Band 1: Einführung, Quellen, Register
- Band 2: Vornamen, Kollektivnamen
- Band 3: Familiennamen A–K
- Band 4: Familiennamen L–Z

Seit 2020 ist das Namenbuch online zugänglich.